# Communauté urbaine de Lyon
Cet article concerne l'ancienne communauté urbaine de Lyon. Pour la métropole de Lyon, voir Métropole de Lyon.
La Communauté urbaine de Lyon ou Grand Lyon (et antérieurement « COURLY »), est une ancienne structure intercommunale française regroupant 59 communes de l'agglomération de Lyon situées dans le département du Rhône. Sur le plan de la population, il s'agit à sa disparition fin 2014 du plus important établissement public de coopération intercommunale français.
Son président est traditionnellement le maire de Lyon. Sous les mandats de l'UDF Raymond Barre (1995-2001) et surtout du socialiste Gérard Collomb (2001-2014), l'exécutif comporte également des vice-présidents issus d'autres bords politiques, avec l'objectif déclaré de stabiliser la majorité.
Le Grand Lyon englobe la plupart des banlieues lyonnaises. Cependant, les communes plus éloignées du centre ont formé leur propre structure intercommunale, comme la communauté de communes de l'Est Lyonnais (29 464 habitants) et la communauté de communes de la Vallée du Garon (28 459 habitants).
Le Grand Lyon disparaît le 31 décembre 2014 et laisse place à la métropole de Lyon.

## Histoire

### Intercommunalités précédentes
En 1929, est créé le syndicat à vocation unique : Syndicat des Eaux de la Banlieue de Lyon (SIEB), chargé de la gestion de l'eau potable, sur initiative du maire de Villeurbanne de l'époque. L'eau potable est alors sous régie directe dans la commune de Lyon, alors que le reste des communes de l'agglomération de l'époque ont délégué ce service à la Compagnie générale des eaux. Le syndicat aurait été peu actif jusqu'en 1949. En 1931, le Syndicat Intercommunal d’Assainissement de la Rive Gauche du Rhône (SIARGR) est créé à son tour. Il est créé à la suite du développement important tant résidentiel qu'industriel de l'agglomération, qui mettent en danger les points de captages de la commune de Lyon. Cependant, le syndicat intercommunal a pour principal objectif de créer une station d'épuration, qui ne sera créée qu'en 1972 à Saint-Fons. En 1941, le Syndicat des Transports en Commun de la Région Lyonnaise (STCRL) est créé par initiative du préfet du Rhône.
D'autres syndicats à vocation uniques sont ensuite créés : le Syndicat intercommunal pour l’évacuation des eaux usées de la vallée de l’Yzeron, le Syndicat d’études d’assainissement des communes de la rive droite de la Saône, le Syndicat intercommunal du gaz et de l’électricité de la région lyonnaise, le Syndicat des collectivités concédantes d’électrification du département du Rhône.
La multiplication des syndicats uniques, avec des périmètres et des compétences hétéroclites, pousse les autorités et notamment le préfet du Rhône, à la création de structures intercommunales plus intégrées. Cette intégration prend forme, dans un premier temps, en tant que district urbain en 1959, qui a pour principale avancée d'être à fiscalité propre, et pour principales compétences obligatoires le logement et la protection contre l’incendie. Mais le projet est refusé, notamment par les communes périphériques. 
À la suite de cet échec, le 14 novembre 1960, est créé le Syndicat Intercommunal à Vocation Multiple de l’Agglomération Lyonnaise (SIVMAL) par le préfet du Rhône. Il intègre 25 communes dont 19 du Rhône et 6 de l’Isère. Les syndicats à vocation multiple n'ayant pas de fiscalité propre, ceci reste beaucoup moins intégrateur que le district urbain. Il étend ses prérogatives en 1961 dans l’assainissement, qui resta sa principale compétence. Par l'arrêté du 22 juin 1965, il gagne des compétences dans les équipements intercommunaux. En 1965 et 1966, Louis Pradel fait campagne pour élargir le périmètre du SIVMAL de 25 à 60 communes. En mars 1967, 16 communes rejoignent ainsi le syndicat à vocation multiple. Le SIVMAL est marqué par l'importance des maires comme acteur de l'intercommunalité, au lieu des techniciens qui l'étaient dans les précédents syndicats à vocation unique. Il montre également de nouveaux positionnements, les maires de Lyon et de Villeurbanne poussant à une plus forte intercommunalité, face aux maires de l'ouest lyonnais et des maires communistes de Vaulx-en-Velin et de Vénissieux qui y sont défavorables.

### Création
À l'image des communautés urbaines de Bordeaux, de Lille et de Strasbourg, celle de Lyon est créée par la loi 66-1069 du 31 décembre 1966. Cependant, la Courly ne voit le jour que le 1er janvier 1969 à la suite de l'annexion au département du Rhône de certaines communes des départements de l'Ain et de l'Isère intervenue le 1er janvier 1968. Depuis cette époque, la loi n'impose plus à une communauté urbaine d'être incluse dans les limites d'un seul département.

### Développement et extension
L'année 2002 voit la mise en place des neuf conférences des maires.
En novembre 2005, les communes de Givors et de Grigny-sur-Rhône soumettent leur candidature à l'adhésion au Grand Lyon, après consultation de la population. Le Conseil communautaire vote son accord à ces candidatures. 
L'entrée officielle a lieu le 1er janvier 2007. Il s'agit de la première extension du Grand Lyon depuis 1969. Les deux communes bénéficient des avantages de l'agglomération (rattachement au Sytral et au réseau TCL en lieu et place du Sytuag et de l'ancien réseau Gibus, voirie, ordures ménagères...) tandis que le Grand Lyon s'agrandit d'une vingtaine de km². Cependant, il n'y avait pas à l'époque de continuité territoriale, la commune de Millery séparant les communes de Vernaison et Grigny-sur-Rhône. 
En janvier 2009, le conseil municipal de la commune de Lissieu vote son soutien au maire pour déposer une candidature à son intégration dans la communauté urbaine. Lissieu intègre le Grand Lyon le 1er janvier 2011 et bénéficie là aussi de tous les avantages précédemment cités.
Le 28 avril 2011, le préfet du Rhône, Jean-François Carenco, présente le schéma départemental de coopération intercommunale qui propose l'intégration de deux nouvelles communes à la communauté urbaine, à savoir Jons et Millery. La décision de rattachement ne sera finalement pas prise par le préfet, les deux communes préférant ne pas rejoindre le Grand Lyon. À la place, une modification des territoires des deux communes est décidée en 2013 par deux arrêtés préfectoraux afin d'assurer la continuité du territoire de la communauté urbaine. Voir "Les discontinuités territoriales dans la Métropole de Lyon", de Christophe Chabrot in Les discontinuités territoriales et le droit public, N. Kada (dir.), ed.Dalloz, coll. Thèmes et commentaires, 2020, pp.99-108.
Le 27 décembre 2012, un arrêté préfectoral fixe un projet de périmètre de la communauté urbaine intégrant la commune de Quincieux. Conformément à un arrêté préfectoral du 29 avril 2013, l'intégration de cette commune au sein de la communauté urbaine est effective le 1er juin 2014, ce qui porte le nombre de communes à un total de 59.

### La métropole de Lyon
La loi du 27 janvier 2014 de modernisation de l'action publique territoriale et d'affirmation des métropoles élaborée par Marylise Lebranchu, ministre de Réforme de l'État et de la Décentralisation, comprend un chapitre consacré à la métropole de Lyon, une collectivité à statut particulier issue d'une fusion entre la communauté urbaine et le département. 
Le 1er janvier 2015, la collectivité territoriale que constitue la métropole de Lyon remplace la communauté urbaine avec des compétences beaucoup plus étendues, avec notamment tout ce qui concerne l'action sociale, la petite enfance ou la gestion des collèges. Le conseil communautaire, élu en mars 2014 en même temps que les conseils municipaux, devient de facto le conseil de la métropole de Lyon.

## Dénominations
Le nom officiel de cet établissement de coopération intercommunal n'a pas été modifié depuis sa création et reste Communauté urbaine de Lyon,. Il est employé pour la rédaction de tous les actes ayant une portée juridique. Cependant les élus ont souhaité afficher auprès du public un nom moins marqué par une approche technocratique.
Dès le début de l’année 1966, lors du débat sur la création de l’établissement, la presse et des élus utilisent le terme « Grand Lyon ». L'acronyme « CUL » (Communauté urbaine de Lyon) peut difficilement être choisi. Lors de la séance du 16 avril 1971 du bureau de la Communauté urbaine, le secrétaire général, M. Meulet, propose de choisir un acronyme entre Comurly et Courly (pour COmmunauté URbaine de LYon) ; le vote aboutit au choix du second acronyme.
Afin de communiquer sur ce nom et de le faire adopter par les habitants, une mascotte nommée Courlyno, un oiseau bleu portant un C sur le ventre de sa salopette, est créé. Cette mascotte est utilisée sur les affiches et même déclinée sous forme de bande-dessinée.
En 1991, deux ans après l'élection de Michel Noir à la présidence, cet acronyme est abandonné dans la communication auprès du public au profit de « Grand Lyon », en particulier pour mieux valoriser les ambitions de la communauté urbaine.

## Territoire

### Communes adhérentes
| Nom                        | Code Insee | Gentilé          | Superficie (km2) | Population (dernière pop. légale) | Densité (hab./km2) |
| -------------------------- | ---------- | ---------------- | ---------------- | --------------------------------- | ------------------ |
| Lyon (siège)               | 69123      | Lyonnais         | 47,87            | 515 695 (2016)                    | 10 773             |
| Albigny-sur-Saône          | 69003      | Albignolais      | 2,57             | 2 820 (2014)                      | 1 097              |
| Bron                       | 69029      | Brondillants     | 10,30            | 39 283 (2014)                     | 3 814              |
| Cailloux-sur-Fontaines     | 69033      | Cailloutains     | 8,69             | 2 540 (2014)                      | 292                |
| Caluire-et-Cuire           | 69034      | Caluirards       | 10,45            | 42 494 (2014)                     | 4 066              |
| Champagne-au-Mont-d'Or     | 69040      | Champenois       | 2,59             | 5 681 (2015)                      | 2 193              |
| Charbonnières-les-Bains    | 69044      | Charbonnois      | 4,13             | 4 988 (2014)                      | 1 208              |
| Charly                     | 69046      | Charlyrots       | 5,09             | 4 427 (2014)                      | 870                |
| Chassieu                   | 69271      | Chasselands      | 11,57            | 9 873 (2014)                      | 853                |
| Collonges-au-Mont-d'Or     | 69063      | Collongeards     | 3,78             | 3 961 (2014)                      | 1 048              |
| Corbas                     | 69273      | Corbasiens       | 11,88            | 10 947 (2014)                     | 921                |
| Couzon-au-Mont-d'Or        | 69068      | Couzonnais       | 3,11             | 2 596 (2014)                      | 835                |
| Craponne                   | 69069      | Craponnois       | 4,62             | 10 791 (2014)                     | 2 336              |
| Curis-au-Mont-d'Or         | 69071      | Curissois        | 3,03             | 1 159 (2014)                      | 383                |
| Dardilly                   | 69072      | Dardillois       | 13,99            | 8 580 (2014)                      | 613                |
| Décines-Charpieu           | 69275      | Décinois         | 17,01            | 27 207 (2014)                     | 1 599              |
| Écully                     | 69081      | Écullois         | 8,45             | 18 028 (2014)                     | 2 133              |
| Feyzin                     | 69276      | Feyzinois        | 9,64             | 9 383 (2014)                      | 973                |
| Fleurieu-sur-Saône         | 69085      | Fleurentins      | 2,91             | 1 416 (2014)                      | 487                |
| Fontaines-Saint-Martin     | 69087      | Saint-Martinois  | 2,74             | 3 087 (2015)                      | 1 127              |
| Fontaines-sur-Saône        | 69088      | Fontainois       | 2,32             | 6 816 (2015)                      | 2 938              |
| Francheville               | 69089      | Franchevillois   | 8,18             | 14 497 (2014)                     | 1 772              |
| Genay                      | 69278      | Ganathains       | 8,49             | 5 322 (2014)                      | 627                |
| Givors                     | 69091      | Givordins        | 17,34            | 19 554 (2014)                     | 1 128              |
| Grigny-sur-Rhône           | 69096      | Grignerots       | 5,75             | 9 529 (2014)                      | 1 657              |
| Irigny                     | 69100      | Irignois         | 8,84             | 8 472 (2014)                      | 958                |
| Jonage                     | 69279      | Jonageois        | 12,11            | 5 849 (2015)                      | 483                |
| Limonest                   | 69116      | Limonois         | 8,39             | 3 491 (2014)                      | 416                |
| Lissieu                    | 69117      | Lissilois        | 5,66             | 3 119 (2014)                      | 551                |
| Marcy-l'Étoile             | 69127      | Marcyllois       | 5,37             | 3 693 (2014)                      | 688                |
| Meyzieu                    | 69282      | Majolans         | 23,01            | 32 225 (2014)                     | 1 400              |
| Mions                      | 69283      | Miolands         | 11,57            | 12 626 (2014)                     | 1 091              |
| Montanay                   | 69284      | Montanois        | 7,16             | 3 004 (2014)                      | 420                |
| La Mulatière               | 69142      | Mulatins         | 1,82             | 6 393 (2014)                      | 3 513              |
| Neuville-sur-Saône         | 69143      | Neuvillois       | 5,47             | 7 316 (2014)                      | 1 337              |
| Oullins                    | 69149      | Oullinois        | 4,40             | 26 333 (2014)                     | 5 985              |
| Pierre-Bénite              | 69152      | Pierre-Bénitains | 4,48             | 10 192 (2014)                     | 2 275              |
| Quincieux                  | 69163      | Quincerots       | 17,72            | 3 398 (2014)                      | 192                |
| Poleymieux-au-Mont-d'Or    | 69153      | Poleymoriots     | 6,21             | 1 310 (2014)                      | 211                |
| Rochetaillée-sur-Saône     | 69168      | Rochetaillards   | 1,29             | 1 517 (2014)                      | 1 176              |
| Rillieux-la-Pape           | 69286      | Rilliards        | 14,48            | 30 375 (2015)                     | 2 098              |
| Saint-Cyr-au-Mont-d'Or     | 69191      | Saint-Cyrôts     | 7,29             | 5 482 (2014)                      | 752                |
| Saint-Didier-au-Mont-d'Or  | 69194      | Désidériens      | 8,34             | 6 527 (2014)                      | 783                |
| Sainte-Foy-lès-Lyon        | 69202      | Fidésiens        | 6,83             | 21 848 (2014)                     | 3 199              |
| Saint-Fons                 | 69199      | Saint-Foniards   | 6,06             | 17 735 (2014)                     | 2 927              |
| Saint-Genis-Laval          | 69204      | Saint-Genois     | 12,92            | 21 054 (2014)                     | 1 630              |
| Saint-Genis-les-Ollières   | 69205      | Saint-Genois     | 3,74             | 4 669 (2014)                      | 1 248              |
| Saint-Germain-au-Mont-d'Or | 69207      | Saint-Germinois  | 5,43             | 3 014 (2014)                      | 555                |
| Saint-Priest               | 69290      | San-Priods       | 29,71            | 44 446 (2014)                     | 1 496              |
| Saint-Romain-au-Mont-d'Or  | 69233      | Saromagnots      | 2,62             | 1 146 (2014)                      | 437                |
| Sathonay-Camp              | 69292      | Sathonards       | 1,96             | 5 449 (2014)                      | 2 780              |
| Sathonay-Village           | 69293      | Sathonards       | 5,15             | 2 326 (2014)                      | 452                |
| Solaize                    | 69296      | Solaizards       | 8,10             | 2 966 (2014)                      | 366                |
| Tassin-la-Demi-Lune        | 69244      | Tassilunois      | 7,79             | 21 743 (2014)                     | 2 791              |
| La Tour-de-Salvagny        | 69250      | Tourellois       | 8,43             | 3 991 (2014)                      | 473                |
| Vaulx-en-Velin             | 69256      | Vaudais          | 20,95            | 45 294 (2014)                     | 2 162              |
| Vénissieux                 | 69259      | Vénissians       | 15,33            | 62 575 (2014)                     | 4 082              |
| Vernaison                  | 69260      | Vernaisonnais    | 4,03             | 4 619 (2014)                      | 1 146              |
| Villeurbanne               | 69266      | Villeurbannais   | 14,52            | 148 543 (2014)                    | 10 230             |

- Communes qui faisaient partie de l'Ain jusqu'en 1967 : Genay, Montanay, Rillieux-la-Pape, Sathonay-Camp et Sathonay-Village.
- Communes qui faisaient partie de l'Isère jusqu'en 1967 : Chassieu, Corbas, Décines-Charpieu, Feyzin, Jonage, Meyzieu, Mions, Saint-Priest et Solaize.
- La commune de Rillieux-la-Pape n'existe que depuis 1972, à la suite de la fusion de Rillieux et de Crépieux-la-Pape.

## Politique et administration

### Organisation politique
Depuis le 1er janvier 1969, date de la création effective de la communauté urbaine de Lyon, celle-ci exerce ses différentes compétences avec la volonté de développer la solidarité entre les communes et de mettre en commun moyens et compétences. 
Gestionnaire d'un budget supérieur à 1,600 milliard d'euros pour l'année 2010, forte de plus de 4 000 agents, elle est organisée autour d'un conseil de communauté, d'un bureau et de son président. 
La Communauté urbaine est administrée par un conseil de communauté, l'équivalent du conseil municipal au sein d'une commune. 
Il est composé de 162 membres, élus en même temps que les conseillers municipaux des 59 communes composant le Grand Lyon. 
Le nombre de sièges au conseil est attribué à chaque commune au prorata de l'importance de sa population, chaque commune disposant d'au moins un siège. 
Le conseil se réunit environ dix fois par an, lors de séances publiques où sont examinés à chaque fois une centaine de dossiers. Chaque décision est prise par le conseil par délibération à la majorité. 
Le conseil de communauté délègue une partie de ses prérogatives à son président et au bureau. Composé du président, des 25 vice-présidents et de 6 conseillers élus par l'assemblée communautaire, des présidents des 5 commissions permanentes, le bureau prend des décisions par délégation du conseil. 
Chaque vice-président a la responsabilité d'un domaine précis : déplacements urbains, finances, patrimoine, écologie urbaine, propreté…
Ces élus sont également membre ou animateur d'un des sept pôles de travail ou des deux missions mis en place dans un souci de transversalité.

#### Liste des présidents
| Président | Président          | Parti | Qualité                                                            | Début du mandat   | Fin du mandat     |
| --------- | ------------------ | ----- | ------------------------------------------------------------------ | ----------------- | ----------------- |
| 1         | Louis Pradel       | DVD   | Maire de Lyon (1957-1976)                                          | 11 décembre 1968  | 27 novembre 1976  |
| 2         | Francisque Collomb | DVD   | Sénateur du Rhône (1968-1995) Maire de Lyon (1976-1989)            | 17 décembre 1976  | 6 juin 1989       |
| 3         | Michel Noir        | RPR   | Député du Rhône (1978-1986 et 1988-1997) Maire de Lyon (1989-1995) | 6 juin 1989       | 11 septembre 1995 |
| 4         | Raymond Barre      | UDF   | Député du Rhône (1978 et 1981-2002) Maire de Lyon (1995-2001)      | 11 septembre 1995 | 20 avril 2001     |
| 5         | Gérard Collomb     | PS    | Sénateur du Rhône (1999-2018) Maire de Lyon (2001-2017)            | 20 avril 2001     | 31 décembre 2014  |

#### Liste des vice-présidents (2014)
| N°  | Identité            | Attributions                                                  |
| --- | ------------------- | ------------------------------------------------------------- |
| 1er | David Kimelfeld     | Économie                                                      |
| 2e  | Michèle Vullien     | Métropole et ressources humaines                              |
| 3e  | Jean-Paul Bret      | Université                                                    |
| 4e  | Jean-Luc Da Passano | Grands ouvrages et grandes infrastructures                    |
| 5e  | Annie Guillemot     | Enfance, famille et collèges                                  |
| 6e  | Pierre Abadie       | Voirie                                                        |
| 7e  | Myriam Picot        | Culture                                                       |
| 8e  | Michel Le Faou      | Urbanisme et cadre de vie                                     |
| 9e  | Thierry Philip      | Environnement, santé et bien-être dans la ville               |
| 10e | Hélène Geoffroy     | Énergie                                                       |
| 11e | Alain Galliano      | Relations internationales et attractivité                     |
| 12e | Martial Passi       | Déplacements et intermodalité                                 |
| 13e | Karine Dognin-Sauze | Innovation, Métropole intelligente et développement numérique |
| 14e | Jean-Paul Colin     | Eau et assainissement                                         |
| 15e | Bruno Charles       | Développement durable, plan climat et biodiversité            |
| 16e | Richard Brumm       | Finances                                                      |
| 17e | Olivier Brachet     | Habitat, logement et politique de la ville                    |
| 18e | Claire Le Franc     | Personnes âgées et en situation de handicap                   |
| 19e | Roland Crimier      | Action foncière et projets Carré de Soie et Grand Montout     |
| 20e | Guy Barral          | Politique sportive et grands parcs de loisirs                 |
| 21e | Sandrine Frih       | Politique de concertation et participation citoyenne          |
| 22e | Gérard Claisse      | Politique d'achats publics et gestions externes               |
| 23e | Murielle Laurent    | Administration générale, logistique et patrimoine bâti        |
| 24e | Richard Llung       | Urbanisme réglementaire                                       |
| 25e | Béatrice Vessiller  | Rénovation thermique des logements                            |

### Siège
L'hôtel de communauté est situé rue du Lac, dans le quartier de La Part-Dieu.

### Compétences
- développement et aménagement économique, social et culturel : zones d'activité, équipements ;
- aménagement de l'espace communautaire : (Schéma de cohérence territoriale ou Plan local d'urbanisme), transports urbains ;
- gestion de l'habitat social ;
- politique de la ville ;
- services d'intérêt collectif : eau, assainissement, cimetières, abattoirs, marchés d'intérêt national ;
- environnement et cadre de vie : gestion des déchets, lutte contre la pollution de l'air et les nuisances sonores.

### Budget
Le budget du Grand Lyon s'élève à 1,6 milliard d'euros en 2009 et provient :
- de la fiscalité (taxe professionnelle payée par les entreprises) à hauteur de 32 % ;
- des dotations versées par l'État, à hauteur de 25 % ;
- des ressources diverses (redevances, taxe d'enlèvement des ordures ménagères, péages) à hauteur de 20 % ;
- de l'emprunt, à hauteur de 20 % ;
- des subventions, pour 3 %.

## Démographie
| 1968      | 1975      | 1982      | 1990      | 1999      | 2009      | 2010      | 2011      |
| --------- | --------- | --------- | --------- | --------- | --------- | --------- | --------- |
| 1 076 524 | 1 151 892 | 1 136 798 | 1 164 497 | 1 196 482 | 1 281 971 | 1 293 164 | 1 306 972 |

Le graphique qui aurait dû être présenté ici ne peut pas être affiché car il utilise l'ancienne extension Graph, désactivée pour des questions de sécurité. Des indications pour créer un nouveau graphique avec la nouvelle extension Chart sont disponibles ici.

Sources - SPLAF et Insee.
La communauté urbaine du Grand Lyon regroupait plus de 80 % des habitants du département du Rhône dans à peine 15 % du territoire départemental.

## Relations internationales
Dans le cadre de ses activités extérieures, le Grand Lyon était associé au protocole de coopération existant entre Lyon et Ouagadougou au Burkina Faso.